# Helige ärkeängeln Gabriels kyrka, Veliki Radinci
Helige ärkeängeln Gabriels kyrka (serbisk kyrilliska: Црква Светог архангела Гаврила; latinska: Crkva Svetog arhangela Gavrila) är en serbisk-ortodox kyrkobyggnad belägen i byn Veliki Radinci, i staden Sremska Mitrovica i regionen Srem i provinsen Vojvodina, i norra Serbien.
Kyrkan är helgad åt ärkeängeln Gabriel och tillhör Srems stift.

## Historik
Helige ärkeängeln Gabriels kyrka i Veliki Radinci byggdes år 1780.
Under andra världskriget revs klocktornet och kunde återuppbyggas efter kriget.
Under 2000 genomfördes det restaureringar.

## Interiör och inventarier
- Kyrkan är enskeppig.[1]
- Ikonostas tillverkades någonstans i slutet av 1700-talet. Vem som snidade den är okänt.[1]
- Ikonerna på ikonostasen målades 1792 av konstnären Jakov Orfelin.[1]

## Bilder

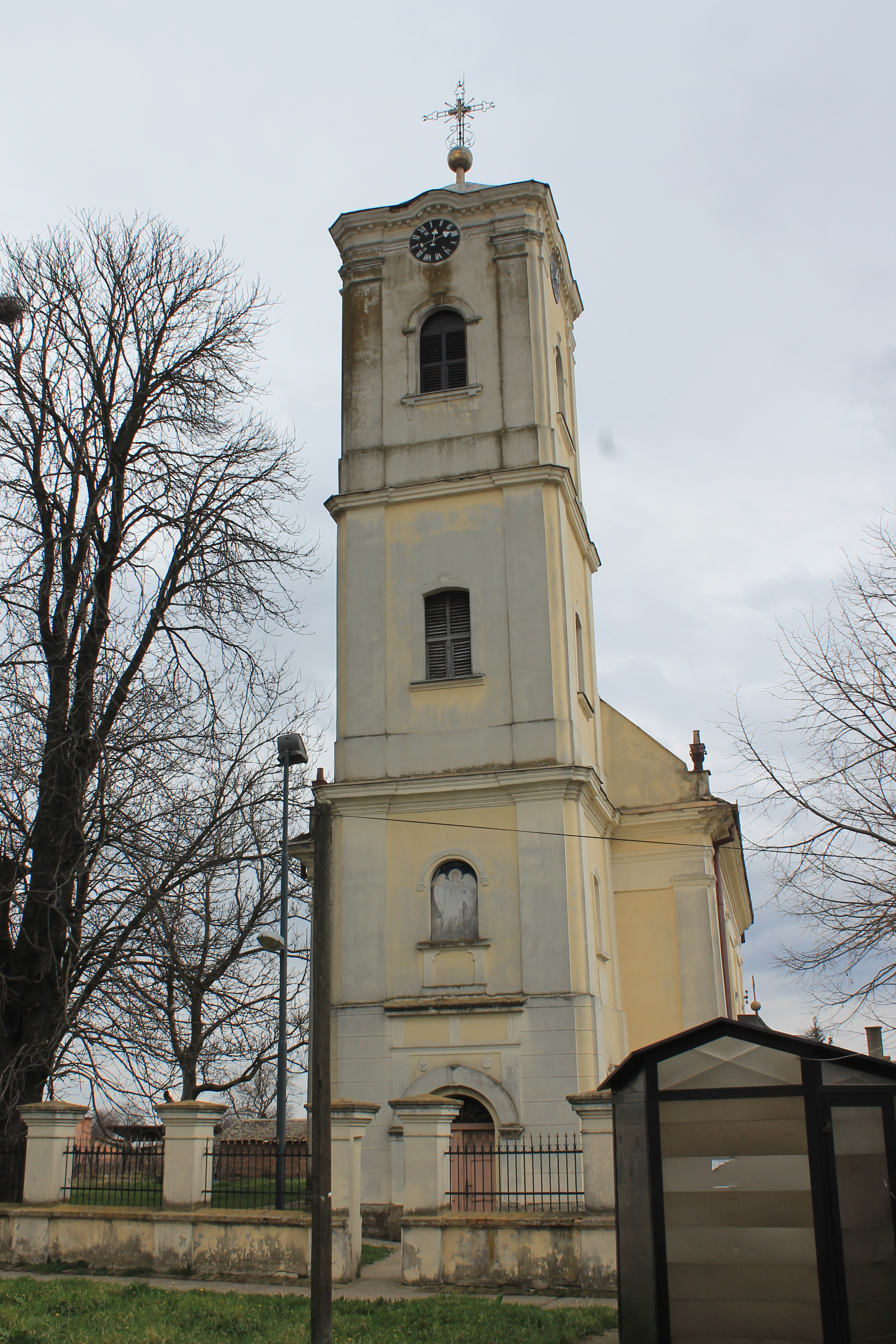
Framsidan.
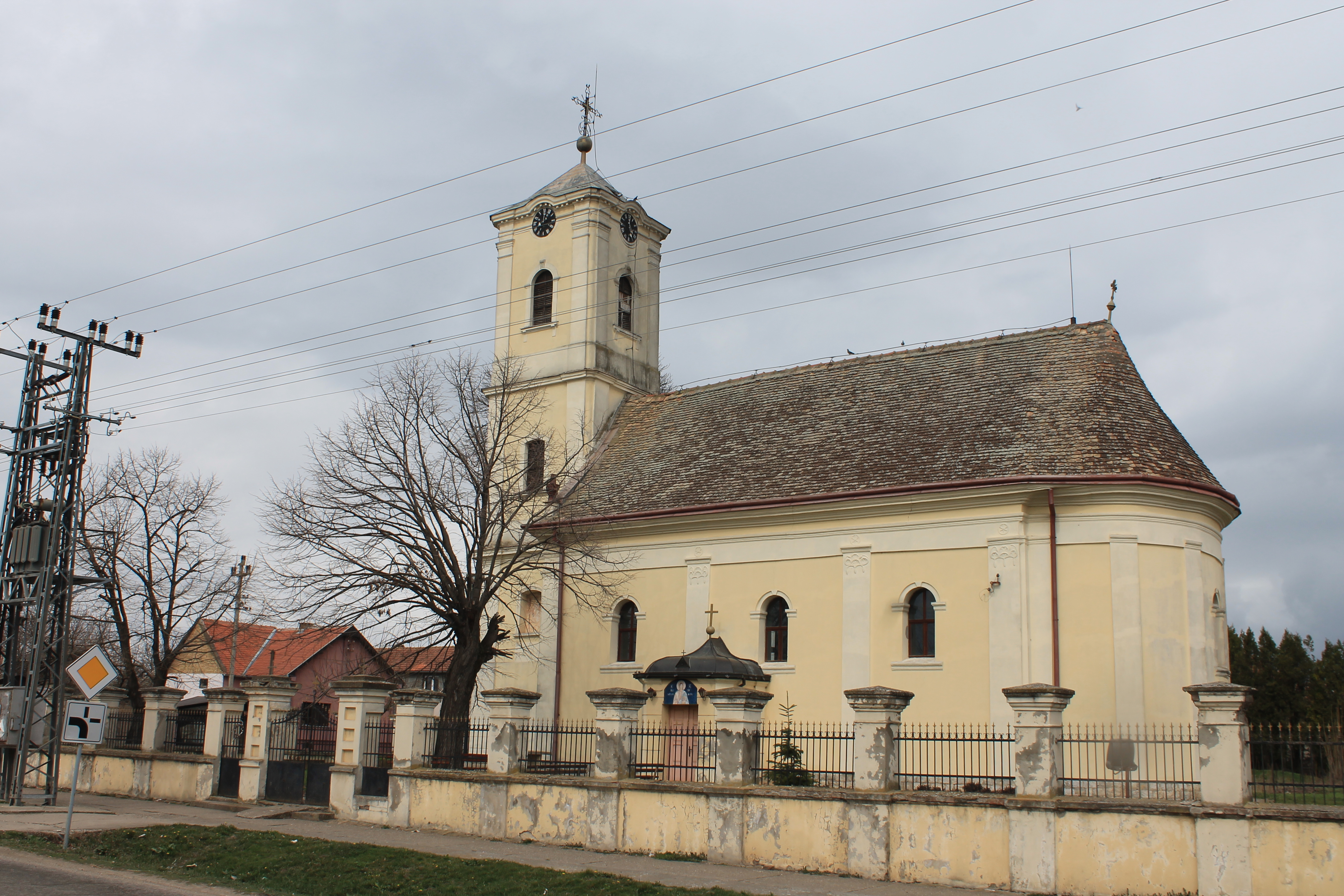
Baksidan och absiden.